# Kanstancin Mołastau
Kanstancin Hienadzjewicz Mołastau (biał. Канстанцін Генадзьевіч Моластаў; ros. Константин Геннадьевич Молостов, Konstantin Giennadjewicz Mołostow; ur. 30 maja 1970 w Krasnoarmiejsku w obwodzie saratowskim) – białoruski oficer wojskowy i pogranicznik. Przewodniczący Państwowego Komitetu Granicznego Republiki Białorusi od 30 maja 2023 roku, generał major od 2023 roku.
Mołastau jest od grudnia 2021 roku objęty sankcjami Unii Europejskiej, Wielkiej Brytanii, Stanów Zjednoczonych, Ukrainy, Polski i innych krajów. Ograniczenia wobec generała wprowadzono ze względu na jego udział w kryzysie migracyjnym na granicy białorusko-unijnej. Mołastau był dowódcą przejścia granicznego Kuźnica Białostocka-Bruzgi w czasie ataków na granicy polsko-białoruskiej w listopadzie 2021 roku.

## Życiorys
Kanstancin Mołastau urodził się 30 maja 1970 roku w Krasnoarmiejsku w obwodzie saratowskim w Rosyjskiej FSRR.
W latach 1977–1987 uczył się w VII Liceum Ogólnokształcącym w Grodnie. W 1988 roku został powołany do odbycia służby wojskowej w oddziałach granicznych. Od listopada 1988 roku do sierpnia 1989 roku pełnił służbę w Środkowoazjatyckim Okręgu Granicznym.
W 1993 roku ukończył Wyższą Szkołę Dowództwa Granicznego KGB ZSRR im. Feliksa Dzierżyńskiego w Ałma-Acie w Kazachstanie, w 2004 roku Akademię Graniczną Federalnej Służby Bezpieczeństwa Federacji Rosyjskiej, w 2011 roku  Akademię Ministerstwa Spraw Wewnętrznych Republiki Białorusi, a w 2019 roku Akademię Zarządzania przy Prezydencie Republiki Białorusi.
Od 1993 do 1996 roku był zastępcą komendanta, a następnie w latach 1996–2001 szefem placówki granicznej grodzieńskiego oddziału granicznego.
W latach 2004–2005 był zastępcą szefa sztabu i szefem wydziału sztabu homelskiego oddziału granicznego, a w latach 2005–2007 pełnił analogiczną funkcję w lidzkim oddziale granicznym.
W latach 2007–2009 pełnił różne funkcje w grodzieńskim oddziale granicznym. W latach 2009–2012 był pierwszym zastępcą szefa brzeskiej grupy granicznej i szefem wydziału operacyjnego brzeskiej grupy granicznej. Od 2012 roku do września 2014 roku dowodził połockim oddziałem granicznym. Od września 2014 roku do 30 maja 2023 roku pełnił funkcję szefa grodzieńskiej grupy granicznej. Był białoruskim reprezentantem podczas spotkań Pełnomocników Granicznych Rzeczypospolitej Polskiej Odcinka Białostockiego i Republiki Białorusi Odcinka Grodzieńskiego w latach 2016–2018.
We wrześniu 2017 roku Mołastau znalazł się na tzw. „liście Iwaszyna”, autorstwa białoruskiego dziennikarza śledczego i analityka ds. bezpieczeństwa Dzianisa Iwaszyna. Lista określa białoruskich przedstawicieli struktur siłowych i politycznych, którzy zdaniem autora mogliby okazać się lojalni wobec Moskwy, a nie Mińska w razie potencjalnego konfliktu zbrojnego między Białorusią a Rosją. Mołastau znalazł się na liście ze względu na urodzenie w rosyjskim Saratowie oraz ukończenie Wyższej Szkoły Wojsk Ochrony Pogranicza KGB im. Dzierżyńskiego w Ałma-Acie, jak i Akademii Granicznej Federalnej Służby Bezpieczeństwa Federacji Rosyjskiej.
W latach 2018–2024 był deputowanym Grodzieńskiej Obwodowej Rady Deputowanych. W 2020 roku Mołastau zwolnił podległego mu funkcjonariusza granicznego Alaksandra Waśko, który potępił przemoc białoruskich struktur wobec pokojowych demonstrantów w czasie protestów w 2020 roku.

### Kryzys graniczny
Mołastau był dowódcą przejścia granicznego Kuźnica Białostocka-Bruzgi w czasie ataków na granicy polsko-białoruskiej w listopadzie 2021 roku. 8 listopada doszło do szturmu kilku tysięcy migrantów w okolicach przejścia w Kuźnicy. Atak został powstrzymany przez polskich funkcjonariuszy, którzy w sile ponad kilkunastu tysięcy osób stacjonowali w pobliżu przejścia.
2 grudnia 2021 roku Departament Skarbu Stanów Zjednoczonych umieścił Mołastaua na amerykańskiej liście sankcyjnej. Został także objęty sankcjami Kanady i umieszczony na czarnej liście Unii Europejskiej. 20 grudnia Szwajcaria wpisała Mołastaua na swoją listę sankcyjną. 22 grudnia do pakietu unijnych sankcji przystąpiły Albania, Czarnogóra, Islandia, Liechtenstein, Macedonia Północna, Norwegia i Serbia.
28 maja 2023 roku w wywiadzie dla gazety „Hrodzienskaja prauda” Mołastau skrytykował państwa Unii Europejskiej jako odpowiedzialne za wywołanie kryzysu migracyjnego. Określił Polskę i Litwę jako kraje nieprzyjazne, które poprzez wznoszenie barier wzdłuż granicy z Białorusią dokonują jej militaryzacji. Mołastau oskarżył także funkcjonariuszy z krajów sąsiednich o odsyłanie migrantów z powrotem na Białoruś przyczyniając się do ich śmierci w strefie przygranicznej. Jego wypowiedź wpisała się w próbę przerzucenia odpowiedzialności za wywołanie kryzysu z rządu Białorusi na państwa sąsiednie.
30 maja 2023 roku został mianowany przewodniczącym Państwowego Komitetu Granicznego Republiki Białorusi. Tego samego dnia został wpisany na polską listą sankcyjną. W uzasadnieniu Ministerstwa Spraw Wewnętrznych i Administracji na podstawie informacji Agencji Bezpieczeństwa Wewnętrznego podano, że Mołastau został umieszczony na liście ze względu na pełnioną przez niego funkcję w białoruskim reżimie oraz postawę władz białoruskich „w obliczu rosyjskich działań wojennych na Ukrainie”, a także „toczonej wobec Rzeczypospolitej wojny hybrydowej”. Zdaniem pełnomocnika rządu ds. bezpieczeństwa przestrzeni informacyjnej RP Stanisława Żaryna nominacja Mołastaua jest oznaką zwiększenie wrogości wobec Polski oraz rosnącej koordynacji działań między Białorusią i Rosją. Według Żaryna Mołastau oskarżał kraje NATO o „agresję wobec Białorusi”, a także krytykował niehumanitarne traktowanie przez stronę polską cudzoziemców na granicy polsko-białoruskiej.
27 czerwca 2023 roku podczas ceremonii w Pałacu Niepodległości otrzymał stopień generała majora z rąk Alaksandra Łukaszenki. 2 listopada 2023 roku przywódca Białorusi podpisał dekret zwiększający uprawnienia białoruskich służb specjalnych oraz zapewniający im większe wsparcie ze strony państwa. Dekret objął także Państwowy Komitet Graniczny, który oprócz zadań związanych z obroną granic prowadzi także działania wywiadowcze.
W styczniu 2024 roku w czasie posiedzenia Rady Bezpieczeństwa Alaksandr Łukaszenka zwrócił uwagę na konieczność szczególnej ochrony granic Białorusi. W swojej wypowiedzi wyszczególnił południową granicę z Ukrainą, na której terytorium ma miejsce wojna rosyjsko-ukraińska, jak i zachodnią granicę z Polską i Litwą. Łukaszenka w obecności Mołastaua określił jako największe wyzwanie sytuację na granicy zachodniej, gdzie jego zdaniem przygotowywane są polskie i litewskie jednostki wojskowe.
Jest żonaty. Jego synem jest Zachar Kanstancinawicz Mołastau, kapitan, pierwszy zastępca komendanta komendantury granicznej w Gudogajach przy granicy z Litwą.

## Odznaczenia
- Order „Za służbę Ojczyźnie” III stopnia[3]
- Medal „Za wyróżnienie w ochronie granic”[3]
- Medal „Za nienaganną służbę” I stopnia[3]
- Medal „Za nienaganną służbę” II stopnia[3]
- Medal „Za nienaganną służbę” III stopnia[3]
- Odznaka „Honorowy Pogranicznik Wspólnoty Niepodległych Państw” (2017)[22]